# Castell d'Eggenberg
Palau d'Eggenberg (alemany: Schloss Eggenberg) a Graz és el més important complex del palaus barrocs d'Estíria, amb els seus ben conservats pertrets, els extensos jardins panoràmics, així com algunes col·leccions addicionals del Universalmuseum Joanneum allotjats al palau i el parc. El Palau d'Eggenberg es compta entre els actius culturals més valuosos d'Àustria.Està inscrit a la llista del Patrimoni de la Humanitat de la UNESCO des del 1999 i ampliat el 2010.